# أسلحة بينيللي
بينيللي آرمي إس بي إيه هي شركة إيطالية لتصنيع الأسلحة النارية، تقع في أوربينو ماركي بإيطاليا. تأسست عام ١٩٦٧ كفرع من مصنع بينيللي للدراجات النارية. امتلكت شركة بيريتا شركتي بينيللي وبينيللي يو إس إيه منذ عام ٢٠٠٠م. تشتهر بينيللي ببنادقها الشهيرة لدى العسكريين ورجال الشرطة والمدنيين على حد سواء، وخاصةً سلسلة بنادق "سوبر ٩٠" شبه الآلية، والتي أُنتجت منذ عام ١٩٨٦.